# Павловка (Ивано-Франковская область)
Па́вловка (укр. Павлівка) — село в Ямницкой сельской общине Ивано-Франковского района Ивано-Франковской области Украины.
Население по переписи 2001 года составляло 2245 человек. Занимает площадь 21,28 км². Почтовый индекс — 77421. Телефонный код — 03436.

## История
В 1946 году указом ПВС УССР село Павельче переименовано в Павловку.

## Известные уроженцы
- Целевич, Юлиан Андреевич (1843—1892) — галицкий педагог, историк, прозаик, просветитель.